# L'Ombre déchirée
Pour plus de détails, voir Fiche technique et Distribution.
L'Ombre déchirée est un film muet français réalisé par Léon Poirier, sorti en 1921.

## Fiche technique
- Titre : L'Ombre déchirée
- Réalisation : Léon Poirier
- Scénario : Jeanne Léon-Poirier
- Photographie : Jean Letort
- Décors : Robert-Jules Garnier
- Production : Gaumont Série Pax[1]
- Pays d'origine :  France
- Format :  Noir et blanc - 1,33:1 - 35 mm - Muet
- Métrage : 1 800 m
- Genre : Film dramatique
- Durée : 60 minutes (1 h 0)
- Date de sortie : 
  - France - 4 novembre 1921

## Distribution
- Suzanne Desprès : la mère Arnault
- Roger Karl : le père Arnault
- Jacques Robert : Lucien Arnault
- Marguerite Madys : Cécile Arnault
- Laurence Myrga : Muriel
- Jules de Spoly
- Armand Tallier
- André Roanne
- Jean Devalde